# Вілен (річка)
Віле́н (фр. Vilaine, брет. Gwilen) — річка в Бретані, на заході Франції. Витік річки знаходиться в департаменті Маєнн. Вілен впадає в Атлантичний океан поблизу села Треїг'є (Tréhiguier) в департаменте Морбіан, муніципалітет Пенестен. Річка Вілен (225 км) — одна з найбільших річок, що впадають прямо в океан, її басейн — 960000 гектарів; в своєму верхів'ї вона входить в з'єднувальну водну систему між Сен-Мало та Ренном; її головний приток (правий) — річка Ульт (150 км). Півострів Геранд розділяє гирло Вілен та Луари.

## Шлях річки
Річка протікає через 4 департаменти: Маєнн, Іль і Вілен, Атлантична Луара та Морбіан та 4 основних міста: Ренн, Вітре, Редон та Ла-Рош-Бернар.
| Річка | Це незавершена стаття про річку. Ви можете допомогти проєкту, виправивши або дописавши її. |